# Pinse
Pinse kommer af græsk πεντηκοστή pentēkostḗ, der betyder "halvtredsindstyvende" (50.) (dag efter påske) og er en kristen højtid, der holdes årligt til minde om Helligåndens komme.
Ifølge beretningen i Apostlenes Gerninger kapitel 2 skete det ti dage efter Kristi himmelfart, at apostlene var samlet for at fejre den jødiske højtid Shavuot, da der pludselig kom "en lyd som af et kraftigt vindstød" og tunger som af ild kom til syne og sætter sig på hver af dem. De blev derefter fyldt af Helligånden og begyndte at "tale på andre tungemål", hvorved de kunne gøre det kristne budskab forståeligt for de jøder fra mange forskellige verdensdele, der var i Jerusalem – denne episode kaldes normalt "pinseunderet". Pinsen regnes således traditionelt for den kristne kirkes fødsel.
Pinsekirken har navn efter netop denne begivenhed, fordi den i særlig grad blandt de kristne trossamfund lægger vægt på tungetalen og de øvrige nådegaver, som Helligånden menes at udstyre de genfødte kristne med.
Pinsedag falder altid på den syvende søndag efter påske. Det betyder, at den tidligst kan falde den 10. maj og senest den 13. juni. Såvel pinsedag som den følgende dag, anden pinsedag er i Danmark helligdage. Tredje pinsedag er ikke (længere) helligdag (efter Helligdagsreformen af 1770).

## Pinsetraditioner
I pinsen er der tradition for pinsefrokost. Nogle bryggerier fremstiller en særlig pinsebryg til højtiden.
Nyere tradition for fisk som pinsespise:
Ιχθύς er det oldgræske ord for fisk, der blev et kristent symbol på Jesus Kristus, da det samtidig er forbogstaverne i den græske form af Jesus Christus, Guds søn og Frelser. Idéen om fisk som pinsemåltid stammer fra daværende biskop Jan Lindhardt i Roskilde Stift, der i 1999 så potentialet i at bruge madtraditioner til at fastholde højtider og sammen med Foreningen Fiskebranchen begyndte markedsføringen af idéen.
En gammel tradition foreskriver, at man pinsemorgen (første pinsedags morgen, søndag) skulle gå ud af sit hus og feje ind mod døren, da man så ville samle lykke til huset resten af året.
Nogle steder er pinsenat (natten til første pinsedag) forbundet med kirkelige traditioner fx midnatsgudstjenester. Midnatsgudstjenester er dog ikke en udbredt tradition i den danske folkekirke. Til gengæld er friluftsgudstjenester 2. pinsedag en udbredt tendens.
At se pinsesolen danse. Fordi pinsen falder i maj-juni, forbindes højtiden også med sommerens komme og lyse tider, og en måde at fejre det på, er ved at se pinsesolen danse pinsemorgen. Oprindeligt var det påskesolen man stod tidligt op for at se danse, men i Danmark har traditionen rykket sig til pinse. I dag er det mindre knyttet til strengt religiøse traditioner. Det er lige så meget for de generelt morgenfriske og for de mere folkelige pinsefrokoster der varer til den lyse morgen.

## Liturgisk markering

### Østlig tradition
I Den østlige ortodokse kirke er pinsen en af de store højtider og regnes som den vigtigste af de store højtider næst efter påsken. Natten til første pinsedag holdes en vågenat, og selve pinsedag fejres den guddommelige liturgi, nadveren. Kirker bliver ofte smykket med blomster, og der lægges vægt på at gøre fejringen lig den jødiske Shavuot-højtid, som fejrer modtagelsen af Moseloven.
Den østlige ortodokse gudstjeneste med pinsefejringen er skriftligt bevidnet fra det 3. århundrede e.Kr.
Selve fejringen varer i tre dage. Første dag er kendt som "treenighedssøndag". Anden dag er kendt som "Åndsmandagen" (eller "Den hellige ånds mandag"). Tredje dag, tirsdag, kaldes "Tredje dag af Treenigheden". 'Efterfejringen' af pinsen varer i en uge og i denne periode tillades faste ikke, end ikke onsdag eller fredag, som ellers er fastedage. Den traditionelle russisk-ortodokse farve er grøn, og gejstligheden bærer blomster og grønne grene i hænderne under gudstjenesterne.
En ekstra gudstjeneste kaldet 'knælende bøn', bliver afviklet pinsenat (dvs. natten til pinsedag). Gudstjenesten følger aftensang-formen og indeholder tre dele med lange poetiske bønner, skrevne af Sankt Basil den store, hvorpå deltagerne knæler med panden mod gulvet. Denne form for knælen er forbudt i kirken fra påskedag til denne dag.
Ortodoks tradition anser ikke pinsen for Kirkens fødselsdag; den var etableret på et åndelig plan allerede før skabelsen.
De andre dage i kirkeåret til den næste store fastetid har navn efter hvilket nummer de er efter pinsen (fx 13. tirsdag efter pinse). Anden mandag efter pinse markerer begyndelsen på Apostlenes faste, som varer til Sankt Peter og Pauls helligdag den 29. juni.
Den ortodokse ikon viser de tolv apostlene siddende i en halvcirkel, nogle gange omkring Theotokos – jomfru Maria. Øverst på ikonen er Helligånden ofte afbildet som en hvid due med tunger af ild over apostlenes hoveder. Nederst ses en allegorisk figur, som forestiller verden, Kosmos. Selv om Kosmos er kronet med verdslig ære, er han omhyllet af mørke, eftersom han ikke er genstand for Guds ære. Han holder et klæde med 12 bogruller, som repræsenterer de tolv apostles lære.
I den koptiske ortodokse kirke af Alexandria, er pinsen en af de syv store "Herrens højtider". Fejringen finder sted den niende time (kl. 15:00) på første pinsedag. Der bliver bedt en speciel bøn med tre led kendt som "Knælende bøn". Helligeånden faldt i følge Apostlenes Gerninger kapitel 2 over apostlene i den niende time. Den højtid efterfølges af "Apostlenes faste", som har en fastsat slutdato, den femte dag i den koptiske måned Epip (som nu falder den 12. juli, svarende til den 29. juni på grund af den 13-dages forskel forårsaget af skiftet fra juliansk til georgiansk kalender). Den femte Epip markerer Sankt Peter og Sankt Pauls martyrdom.

### Vestlig tradition
De liturgiske fejringer af pinsen i de vestlige kirker er lige så detaljerede og varierede som i østkirken. Rød, som symboliserer glæden og ilden fra Helligånden, er pinsens farve i de vestlige kirker. Præster, forstandere og kormedlemmer bærer røde liturgiske klæder, og det er nogle steder også blevet almindeligere, at menigheden klæder sig i rødt. Røde bannere bliver ofte hængt på væggene eller fra taget for at symbolisere den "stormende, mægtige vind" skildret i Apostlenes Gerninger og Den hellige Ånds frie udfoldelse. På bannerne kan der være broderet symboler som en due, flammer og symboler for kirken som Noas ark og granatæblet. I evangelisk og reformert tradition finder man ofte ord i stedet for billeder, for eksempel opremsningen af de syv åndsgaver og Den hellige Ånds frugter. Røde blomster på alteret eller ved prædikestolen som pelargonium kan være plantet rundt om kirken. Traditionen med en enkelt plante findes både i katolske og protestantiske menigheder.
I tysksproglige lande, i Centraleuropa og i lande ,hvor der findes efterkommere af disse, bruges grønne grene til at dekorere kirkerne til pinse. Birk er den træsort, som ofte bruges til dette formål, men i områder med et andet klima, benyttes også andre træsorter.
En vigtig del af pinsefejringen er at synge salmer med tekster om pinsen. I den katolske kirke synges Veni Sancte Spiritus (Kom Hellig Ånd) som en gregoriansk sekvens under pinsedagsmessen. Denne liturgiske sang er oversat til flere sprog og synges i mange kirkesamfund.

## Andre betegnelser
Ifølge R.W. Bauers Calender for Aarene fra 601 til 2200 efter Christi Fødsel (1868) er Hvide Søndag det samme som Pinsedag = Pingst Dag = Pintsedag = Helligaands Søndag = pentecoste = festum Sancti spiritus = Whitsunday (eng.) = Hvitasunnudag (islandsk) = 7de Søndag efter Paaske. Pinsen kan indtræffe tidligst 10. maj, senest 13. juni.